# Cmentarz żydowski w Sarnakach
Cmentarz żydowski w Sarnakach – został założony w 1742 i zajmuje powierzchnię 0,91 ha, na której zachowało się tylko kilka nagrobków i ich elementów ukrytych w zaroślach tarniny. Teren kirkutu jest własnością Gminy Sarnaki, częściowo pozostaje w użytkowaniu bezumownym.